# Bản Phố
Bản Phố là một xã thuộc huyện Bắc Hà, tỉnh Lào Cai, Việt Nam.
Xã Bản Phố có diện tích 16,86 km², dân số năm 1999 là 2.604 người, mật độ dân số đạt 154 người/km².